# Монич, Владимир Кузьмич
Владимир Кузьмич Монич (23.11.1909 — 21.11.1964) — советский минералог и петрограф, доктор геолого-минералогических наук (1954), профессор (1955), заслуженный деятель науки Казахской ССР (1961).

## Биография
Родился 23 ноября 1909 г. в посёлке Прочинский Пермской губернии (д. Прочи Новопаинская волость Оханского уезда?).
Окончил Сибирский геологоразведочный институт в Томске (1931).
Геолог Западно-Сибирского управления геологии (1931—1932).
Заведующий кафедрой минералогии и полезных ископаемых Томского государственного университета (1932—1941).
Доцент, профессор, заведующий кафедрой минералогии и петрографии Казахского горно-металлургического института, старший научный сотрудник Института геологических наук имени К. И. Сатпаева Академии наук Казахской ССР, геолог треста «Казахская разведка цветных металлов» (1941—1964).
Заведующий сектором петрографии в Институте геологических наук Академии наук Казахстана.
Доктор геолого-минералогических наук (1954), профессор (1955), заслуженный деятель науки Казахской ССР (1961).
Умер в Алма-Ате 21 ноября 1964 года после тяжелой и продолжительной болезни. Похоронен на Центральном кладбище Алматы.
Сочинения:
- Петрология гранитных интрузий Баянаульского района в Центральном Казахстане [Текст] / В. К. Монич, д-р геол.-минерал. наук; Акад. наук Казах. ССР. — Алма-Ата: Изд-во Акад. наук КазССР, 1957. — 523 с., 4 л. схем.: ил., карт.; 26 см.